# Bernard Frénicle de Bessy
Bernard Frénicle de Bessy (Parigi, 1605 circa – 1675) è stato un matematico francese.
Si occupò prevalentemente di teoria dei numeri e calcolo combinatorio. 
Come Pierre de Fermat, del quale era amico, si considerava un matematico dilettante, ma tenne una vasta corrispondenza con eminenti matematici suoi contemporanei come René Descartes, Christian Huygens e Marin Mersenne. 
Una rappresentazione classica dei quadrati magici (Forma standard di Frénicle) prende il suo nome. Diede la soluzione di diversi problemi posti da Fermat. Scoprì un numero taxicab (Ta (2) = 1729) e tutti gli 880 quadrati magici differenti di ordine quattro. Come si usava all'epoca, sfidò Christian Huygens a risolvere il seguente sistema di equazioni in numeri interi: 

x² + y² = z²,   x² = u² + v²,   x – y = u – v
Una soluzione venne data da Théophile Pépin solo nel 1880.
Nel 1973 venne riconosciuto dalla American Mathematical Society per i suoi lavori sul calcolo combinatorio strutturale.

## Pubblicazioni
- Calcul astronomic et figure de l'éclipse de soleil qui arrivera le 12 aoust 1654 (1654)
- Solution duorum problematum circa numeros cubos & quadratos, quae tanquam insolubilia universis Europae mathematicis a clarissimo viro D. Fermat sunt proposita, & ad D. Cl. M. Laurenderium doctorem medicum transmissa. A D. B. F. D. B. inventa. Nec non. Alia duo problemata numerica a D. Cl. M. Laurenderio vicissim proposita, cum quibusdam solutionibus ab eodem D. F. D. B. datis. His accessit. Inquisitio in solutionem prioris problematis à D. Francisco à Schooten in academia Lugduno Batava matheseos professore datam. In qua continentur. Sex aliae solutionnes prioris problematis terminis analiticis ab eodem D. B. F. sub forma problematis datae. Insuper et. Solution alterius problematis ab eodem Cl. viro D. Fermat circa numeros unitate à quadrato deficientes propositi, cum ipsius solutionis constructione (1657)
- Traité des triangles rectangles en nombres, dans lequel plusieurs belles propriétés de ces triangles sont démontrées par de nouveaux principes (1676 - 1677)
- Méthode pour trouver la solution des problèmes par les exclusions. Abrégé des combinaisons. Des Quarrez magiques. Contenu dans Divers ouvrages de mathématiques et de physique, par MM. de l'Académie royale des sciences (1693)